# Laxonema majum
Laxonema majum är en rundmaskart som beskrevs av Nathan Augustus Cobb 1920. Laxonema majum ingår i släktet Laxonema och familjen Desmodoridae. Inga underarter finns listade i Catalogue of Life.